# 제임스 허니본
제임스 벤저민 허니본(영어: James Benjamin Honeybone, 1991년 1월 11일 ~ )은 영국의 사브르 펜싱 선수이다. 2012년 하계 올림픽에서 남자 사브르 개인전에 출전하였으나, 64강전에서 벨라루스의 발레리 프리욤카에 9-15로 패하며 탈락하였다.